# Alejandro Correa
Alejandro Adrián Correa Rodríguez (Montevideo, 26 ottobre 1979) è un ex calciatore uruguaiano, di ruolo centrocampista.
Ha giocato per la Nazionale uruguagia Under-20, con convocazione per il Mondiale di categoria del 1999 in Nigeria, in cui l'Uruguay si piazzò al quarto posto. Ha giocato 12 partite in serie A nelle file del Brescia, il suo esordio avvenne il 3 dicembre 2000 in Verona- Brescia (2-1). Giocò alcune gare in prestito in Serie C1, 7 nella Fermana e 12 con una rete a Martina Franca.